# Fridingen an der Donau
Fridingen an der Donau är en stad i Landkreis Tuttlingen i regionen Schwarzwald-Baar-Heuberg i Regierungsbezirk Freiburg i förbundslandet Baden-Württemberg i Tyskland.
Kommunen ingår i kommunalförbundet Donau-Heuberg tillsammans med staden Mühlheim an der Donau och kommunerna Buchheim, Bärenthal, Irndorf, Kolbingen och Renquishausen.